# Feld (Much)
Feld ist ein Ortsteil der Gemeinde Much im Rhein-Sieg-Kreis. Der Ort Herchenbach gehört heute zu Feld.

## Lage
Feld liegt auf den Hängen des Bergischen Landes und besteht aus den getrennten drei Ortsteilen Unterfeld (Wengderhoff), Mittelfeld und Oberfeld an der Landesstraße 352.
Nachbarorte sind Hirtsiefen im Nordosten und Senschenhöhe im Nordwesten sowie Hardt im Westen.

## Einwohner
1901 hatte der Weiler 74 Einwohner, zumeist Ackerer. Verzeichnet sind damals die Haushalte Wilhelm Dick, Wirt Peter Joh. Fielenbach, Anton, Catharina, zwei Johann und Peter Gräf, Gerhard Höhner, Wilhelm Klein, Joh. Peter Krahwinkel, Joh. Peter Lückerath, Arnold und Friedrich Miebach, Schreiner Peter Josef Miebach, Witwe Heinrich Overrödder, Schuster Peter Overrödder, Elisabeth und Wilhelm Peters, Peter Josef Schneider, Näherin Anna Maria Siebel, Witwe Bertram und Joh. Siebel sowie Friedrich Weber.